# Iglesia de Santa Marta (Tarascón)
La colegiata real de Santa Marta (en francés: Collégiale Royale Sainte-Marthe) es una iglesia románica francesa situada en la pequeña ciudad de Tarascon, en el departamento de Bouches-du-Rhône, la región de Provenza-Alpes-Costa Azul.
El santuario, cuya cripta alberga la tumba de santa Marta, fue elevada al título de colegiata en 1482.
La colegiata real de  Santa Marta de Tarascon fue objeto de una clasificación en el título de los monumentos históricos por la lista de 1840.

## Historia
La iglesia de Santa Marta fue erigida en los siglos XII-XIII en honor a Marta de Betania, según la leyenda local llegada de Palestina con las Tres Marías (o Santas Marías) y que domesticó a la Tarasca, un monstruo anfibio que aterrorizaba a la población de Tarascón.
Fue consagrada el 1 de junio de 1197 por  Imbert de Eyguières, arzobispo de Arlés, asistido por Rostaing de Marguerite, obispo de Aviñón. La iglesia fue reconstruida en el siglo XIV, rehecha en el XV y en el XVII, dañada en 1944 y luego reconstruida.
El santuario, cuya cripta alberga la tumba de Santa Marta, fue elevada al título de colegiata en 1482.
La colegiata real de  Santa Marta de Tarascon fue objeto de una clasificación en el título de los monumentos históricos por la lista de 1840. Figura así en la primera lista de monumentos históricos de Francia, la lista de monumentos históricos de 1840.

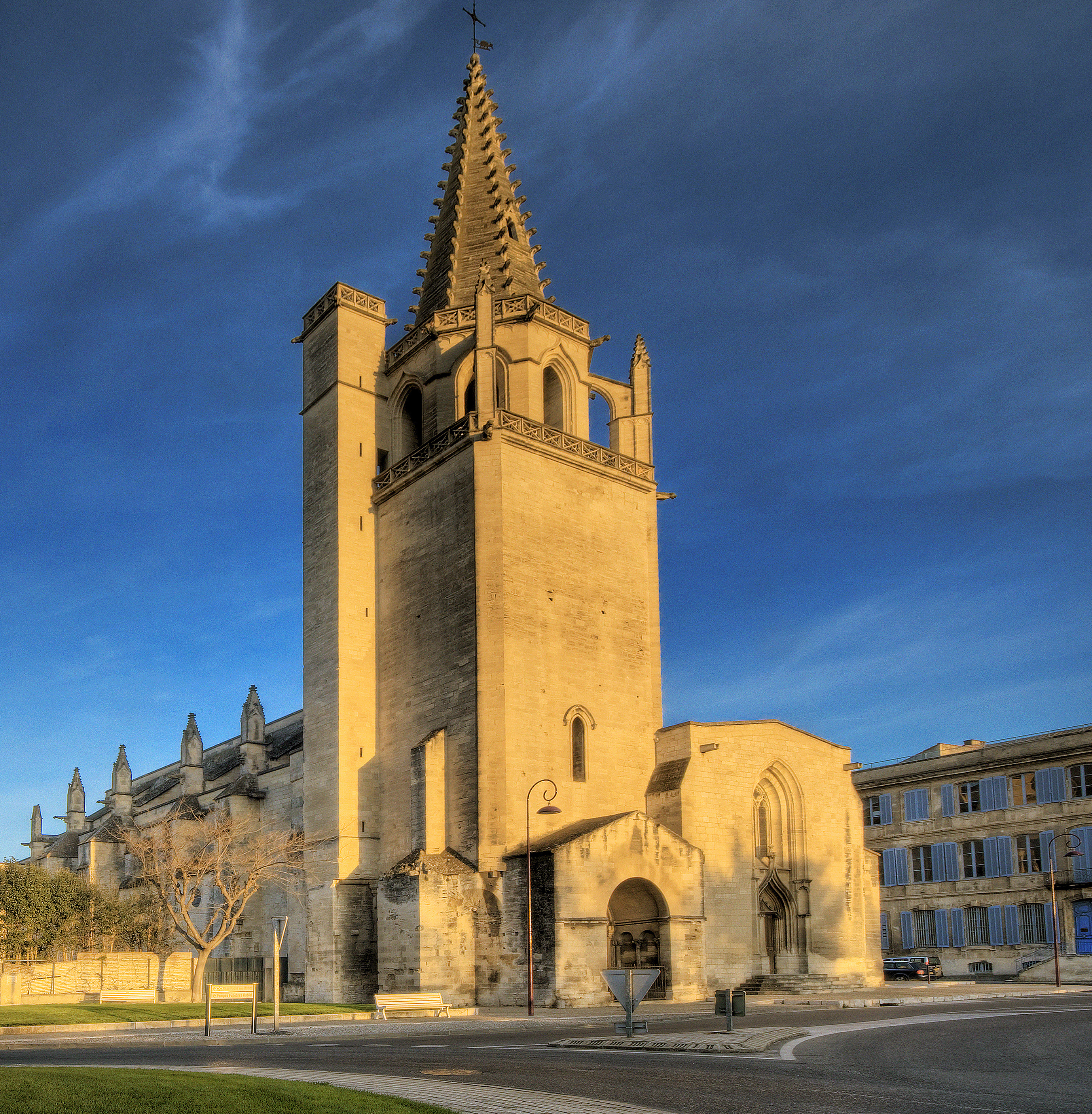
Portal meridional y campanario
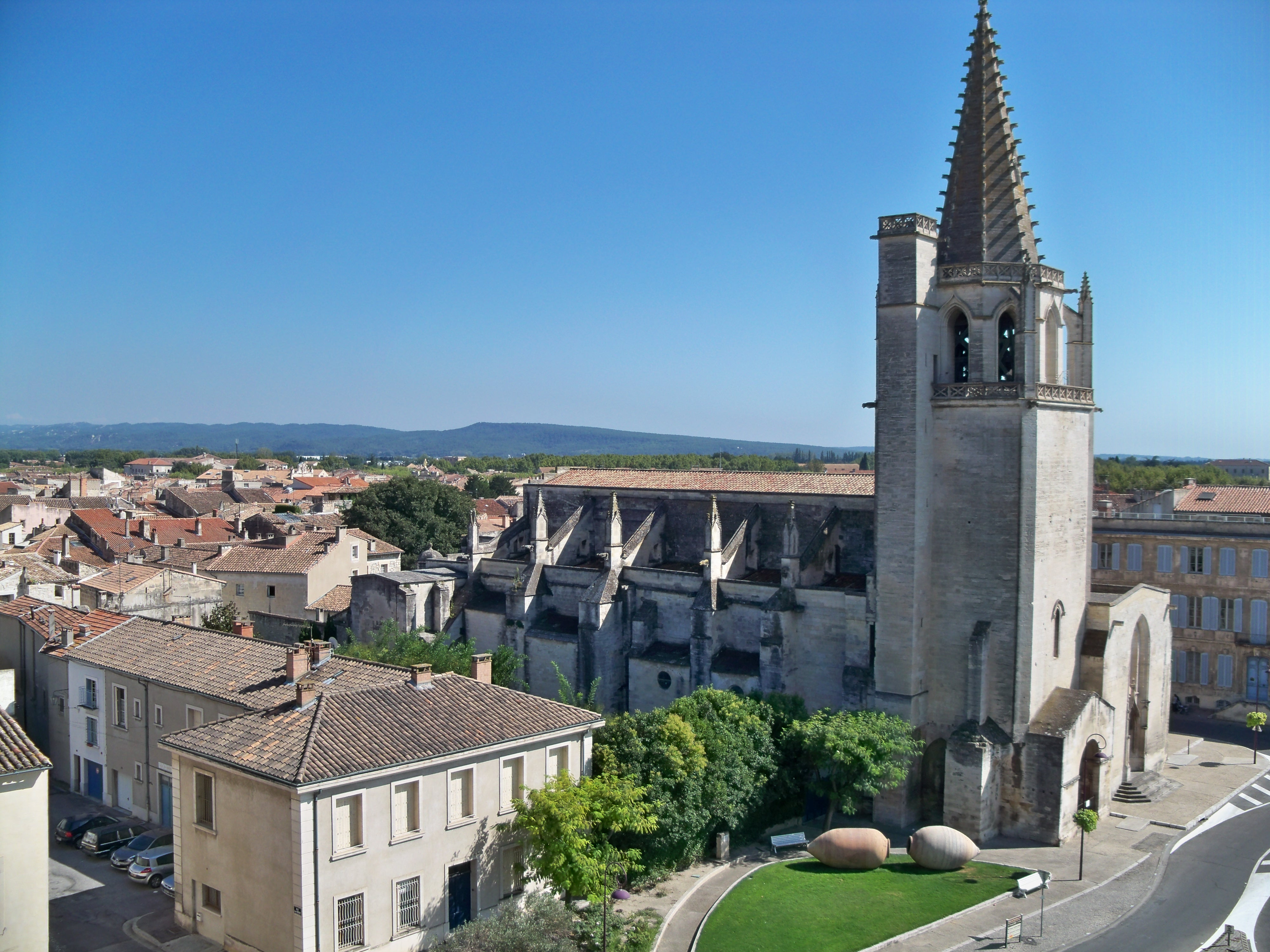
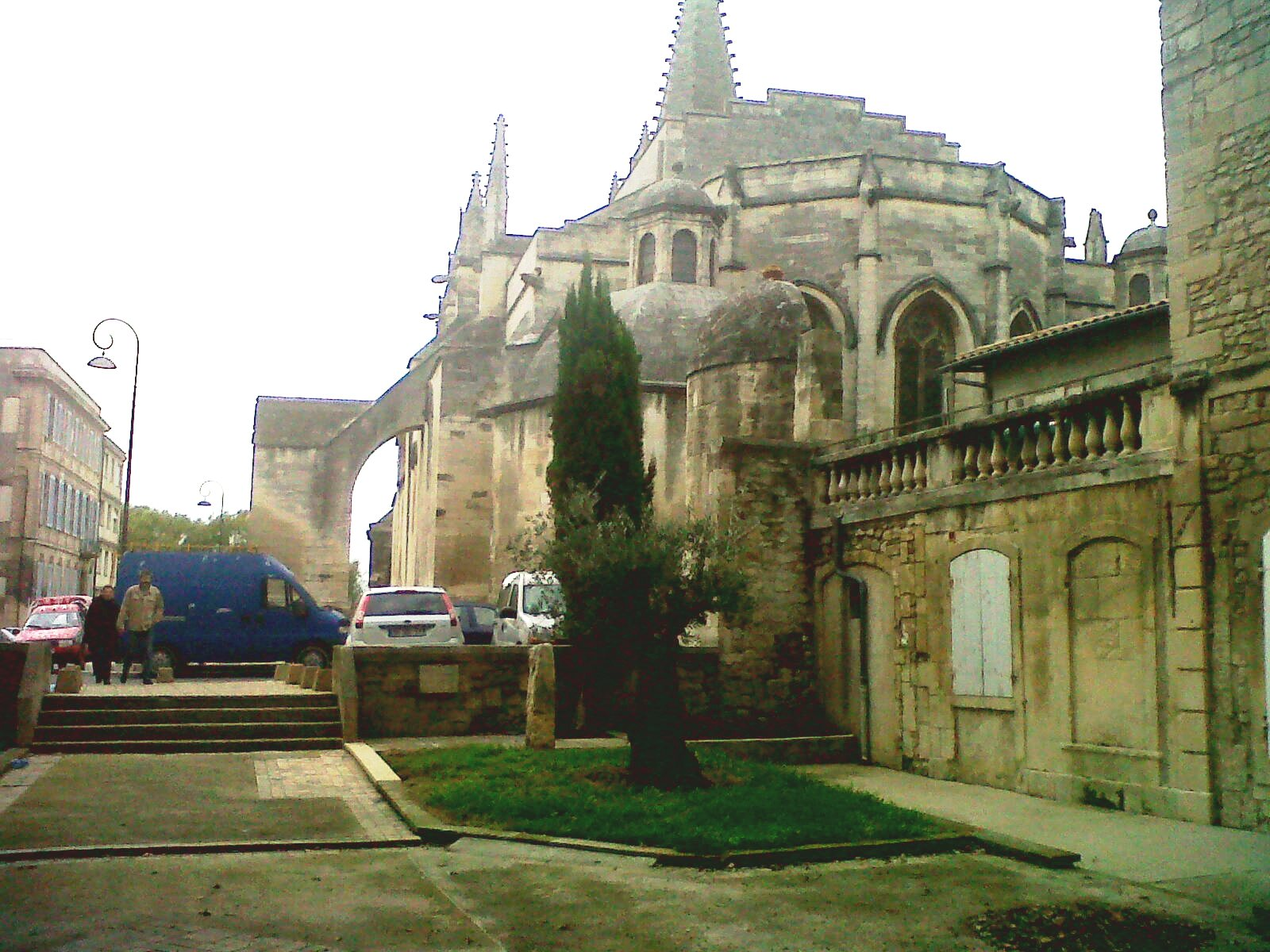
La cabecera
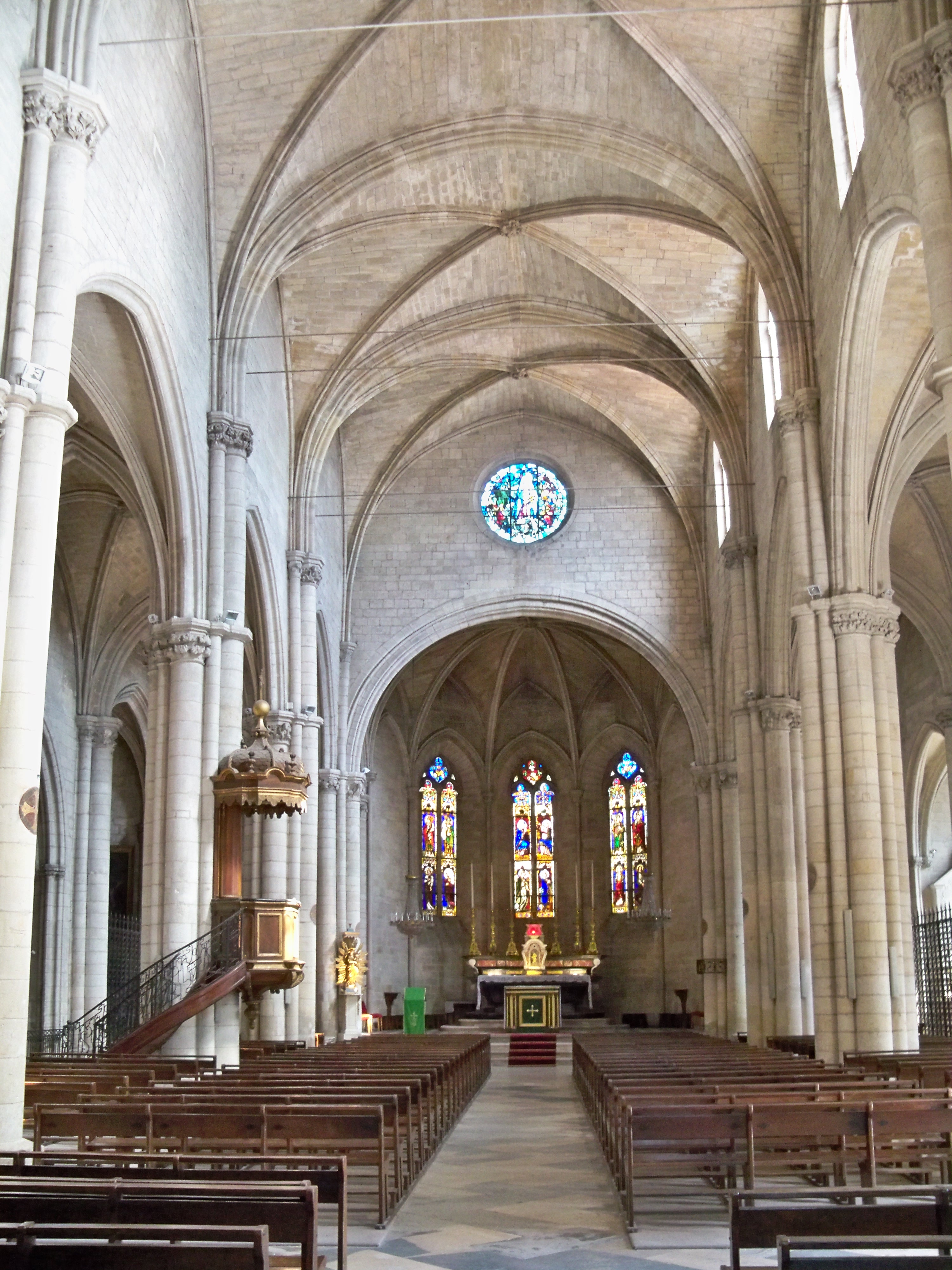
Interior de la nave
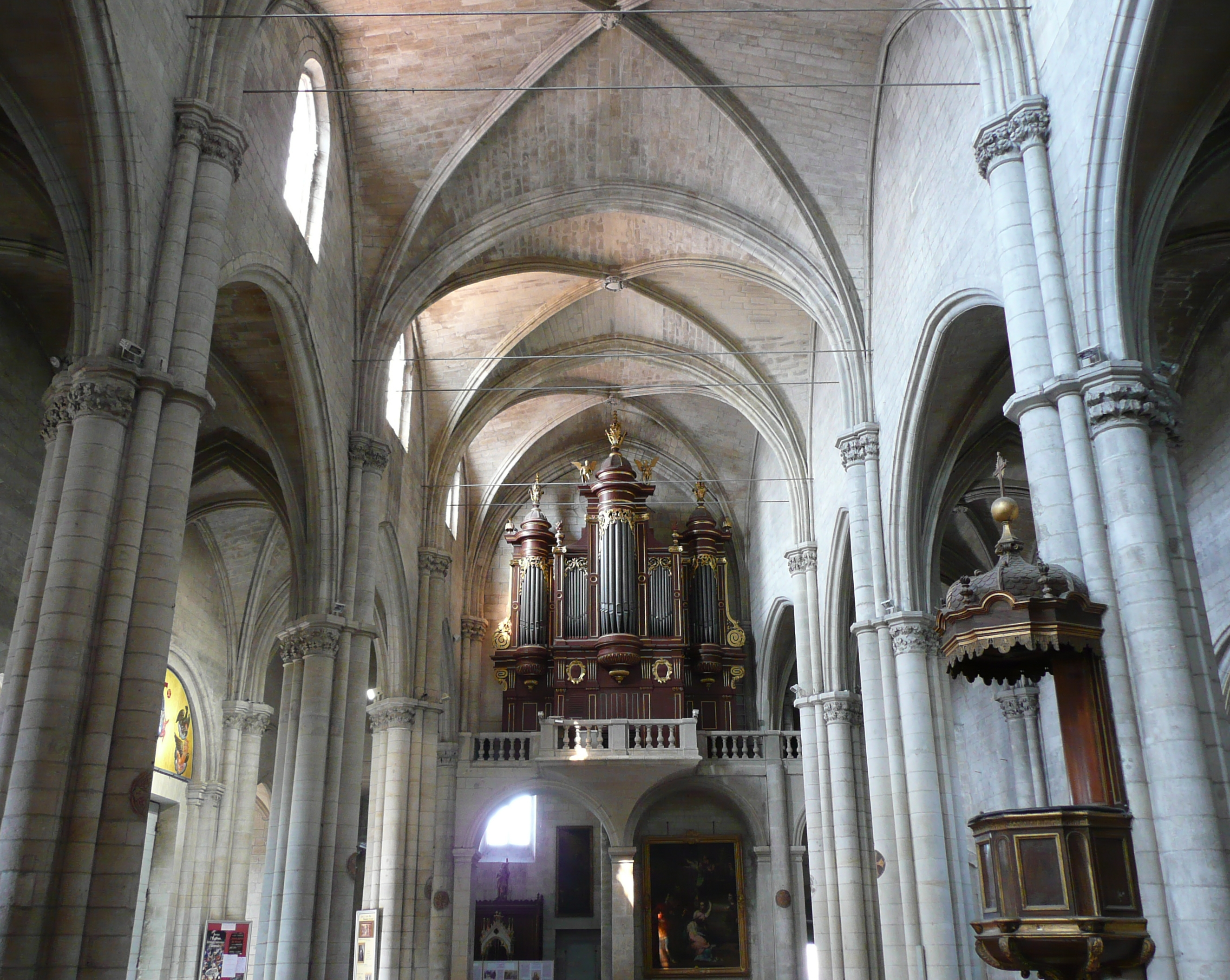
Interior mirando a la tribuna

## Arquitectura

### El portal
Como muchos edificios relevantes del arte románico de Provenza, la iglesia de Santa Marta de Tarascón presenta una decoración de inspiración antigua, en particular al nivel del portal sur y de la galería falsa que la supera:
- portal del siglo XII:
  - frisos de oves sobre la archivolta del portal
  - entablamento a la  antigua superando los capiteles del portal, con friso de hojas de acanto
- falsa galería sobre el portal: 
  - pilastras estriadas, columnas de fuste redondo o poligonal, capiteles de hojas de acanto
  - entablamento a la  antigua con friso de hojas de acanto
  - rosetón bajo la galería

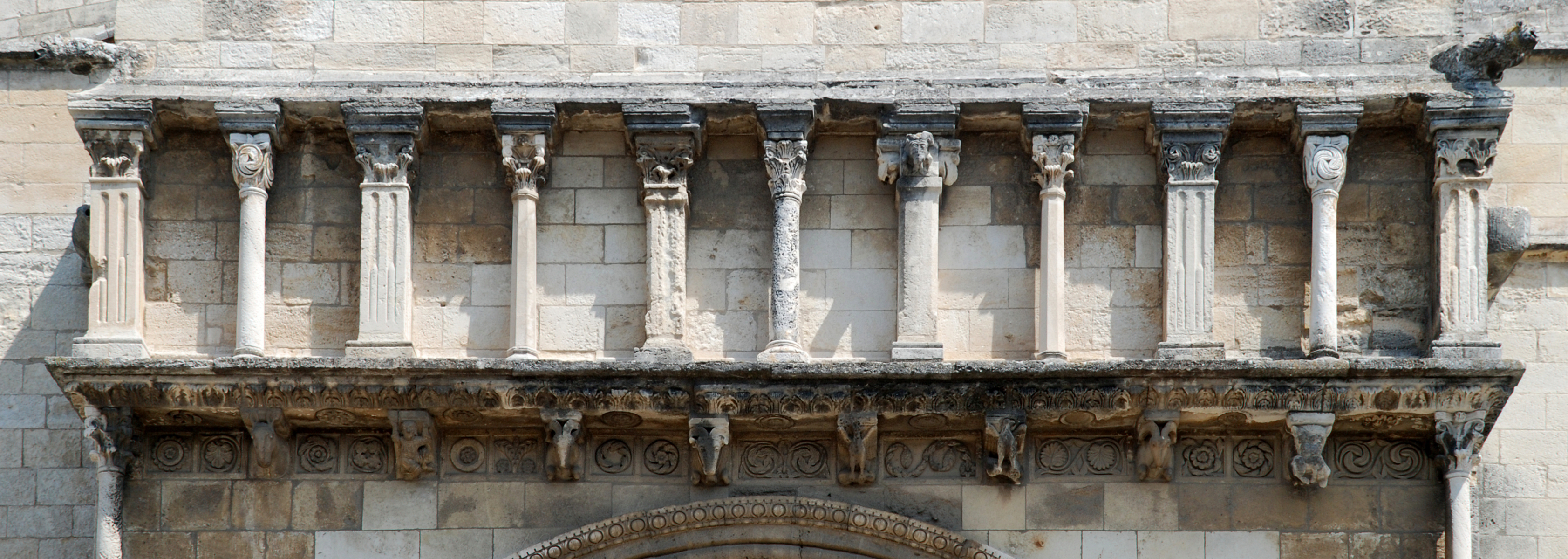
La falsa galería que supera el portal meridional

La galería falsa está soportada por ménsulas típicamente románicas, adornadas con águilas y cabezas de asnos y de carneros. En sus extremos, está sostenido por dos elegantes columnillas soportadas por cabezas de bovino.

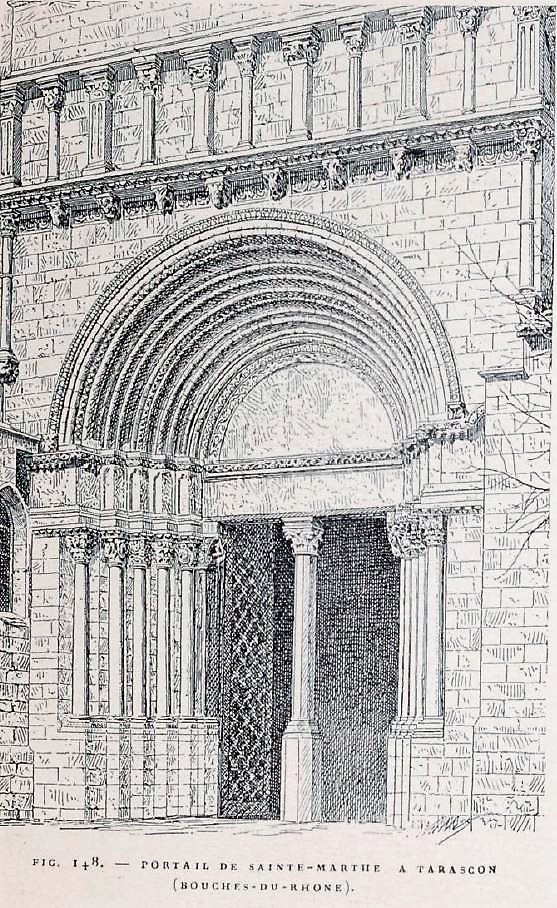
El portal dibujado en 1888 por Édouard Corroyer (1835-1904)
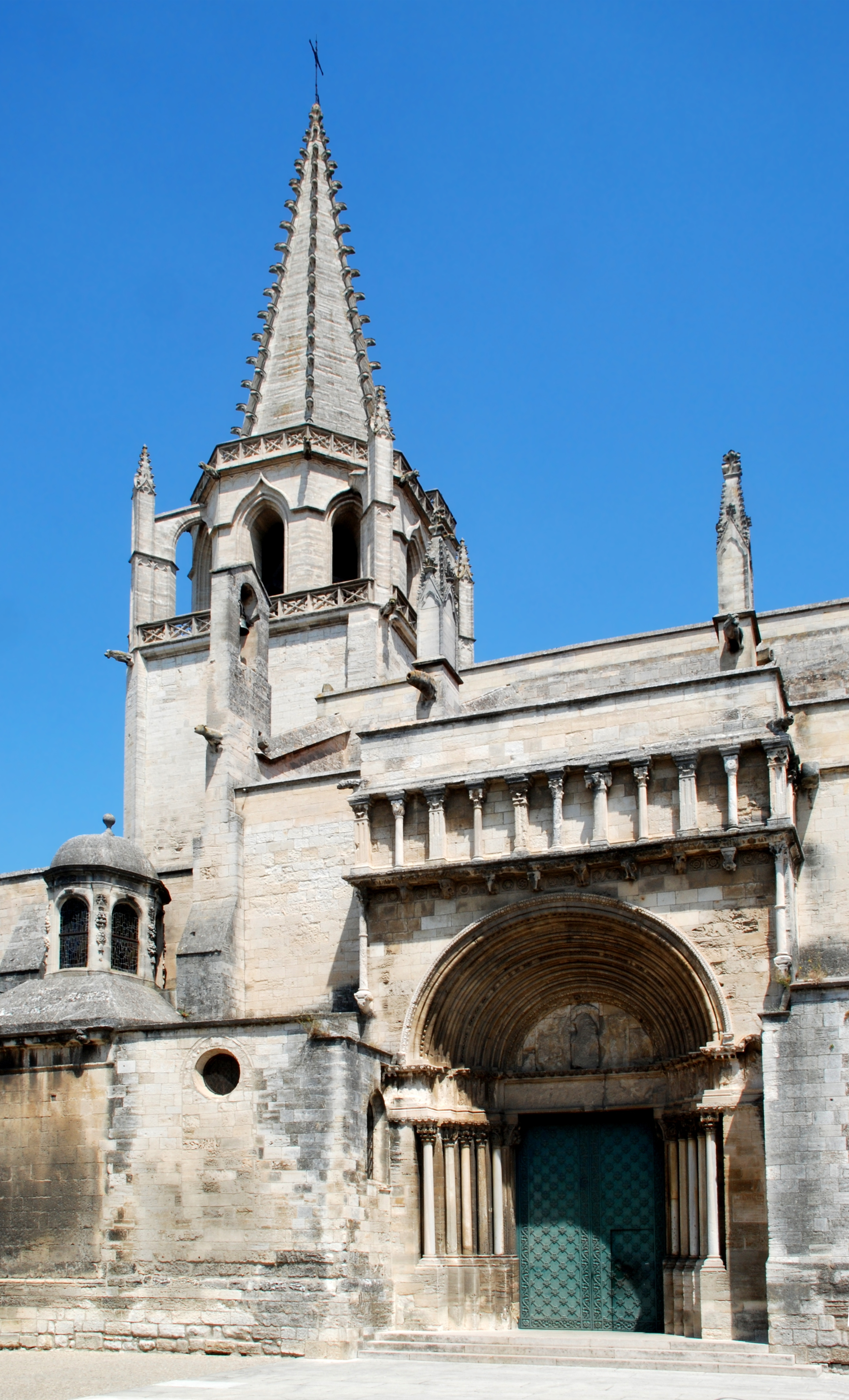
Portal meridional y campanario
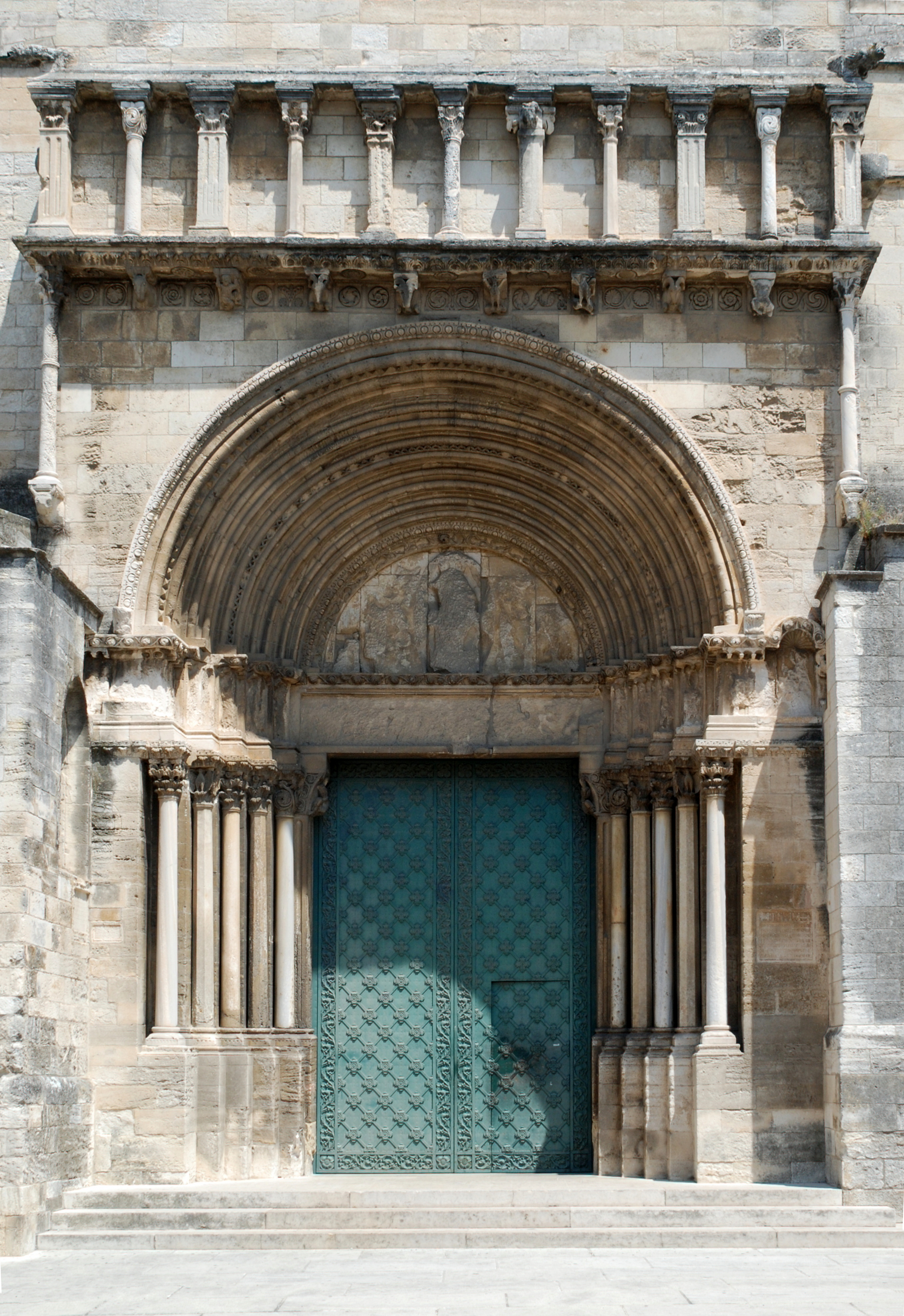
El portal meridional
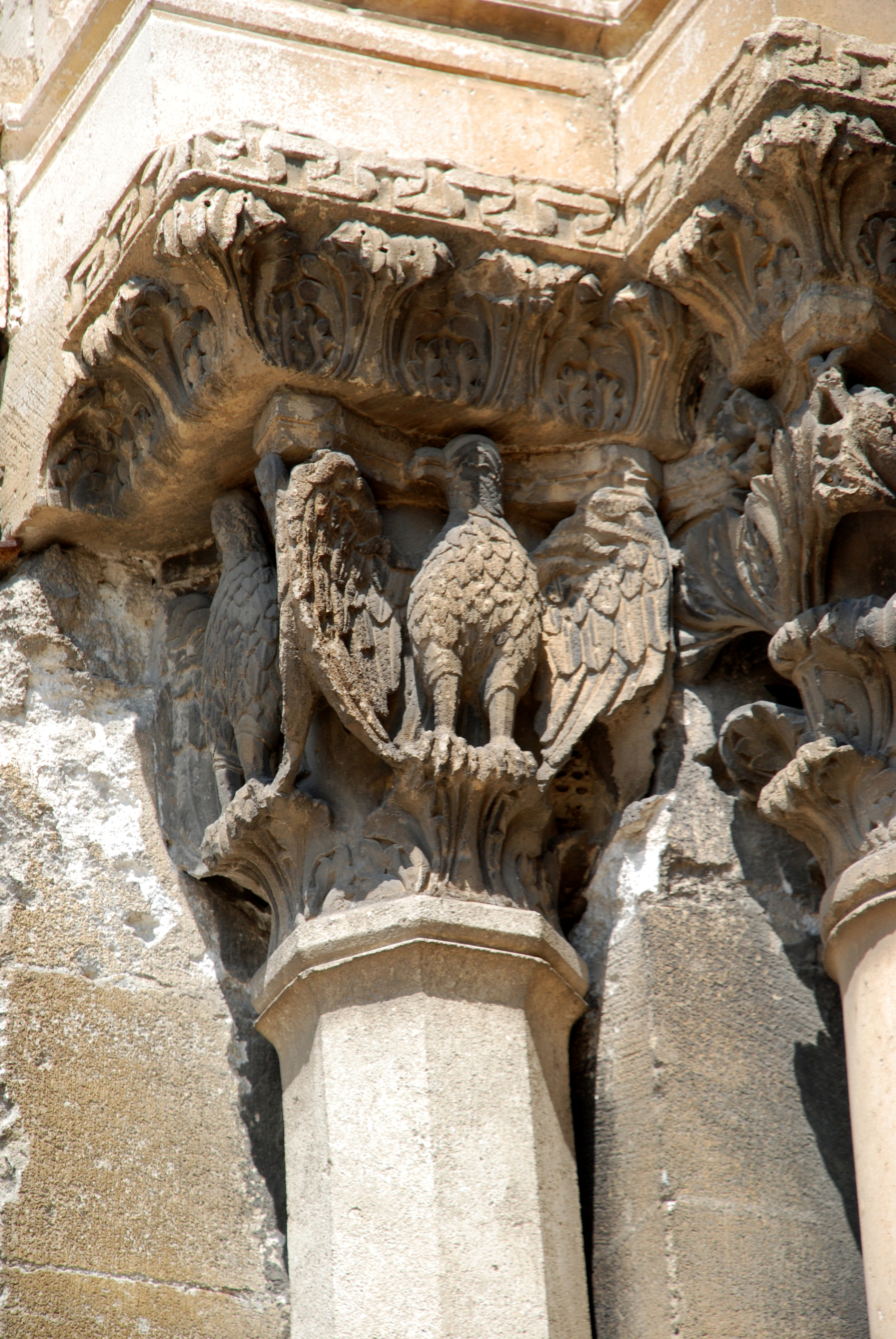
Capitel coronado por un friso de hojas de acanto
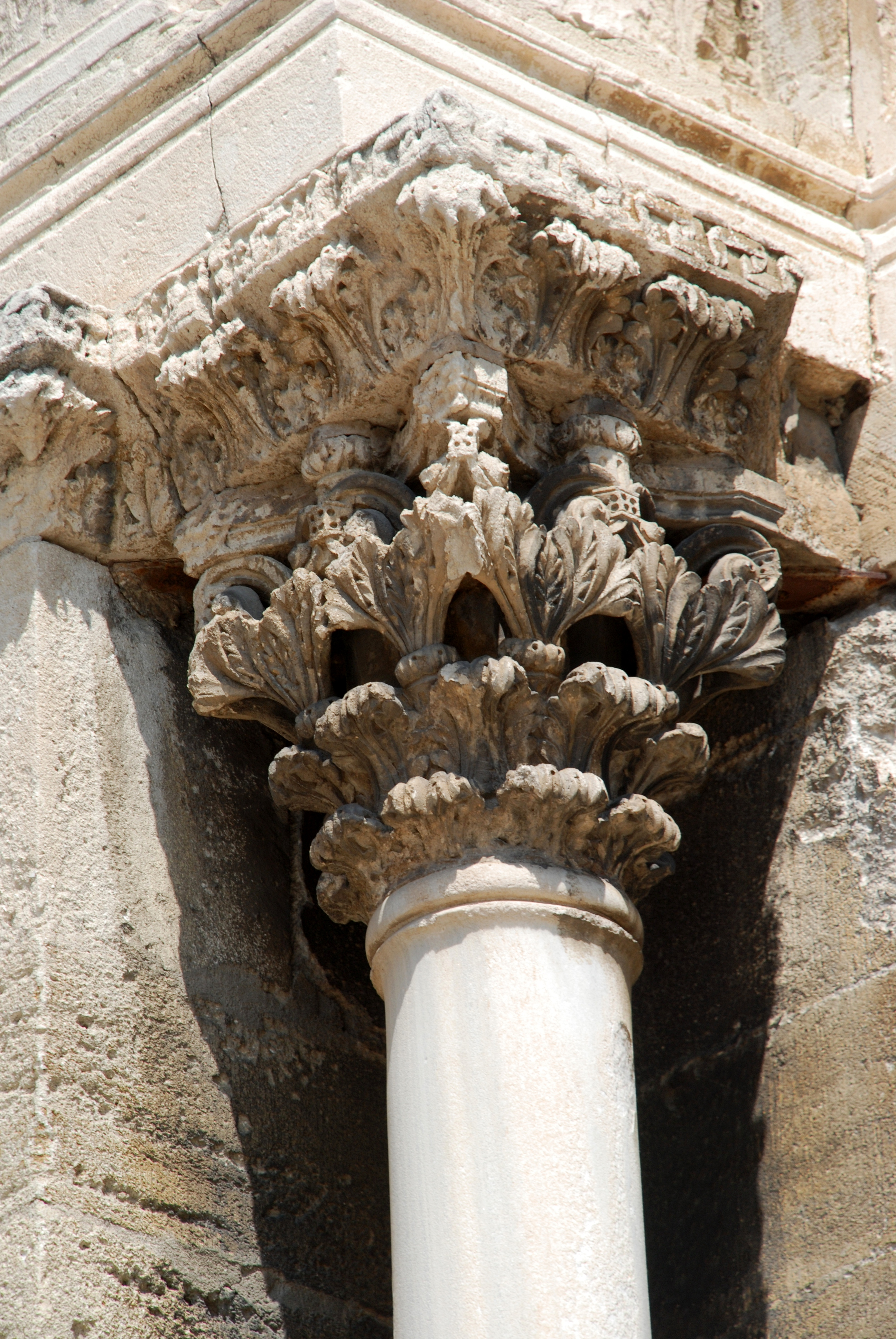
Capitel de hojas de acanto

### La cripta
La cripta, reconstruida en el siglo XVII contiene un altar prerrománico y el mausoleo de santa Marta.

## El órgano Boisselin-Moitessier

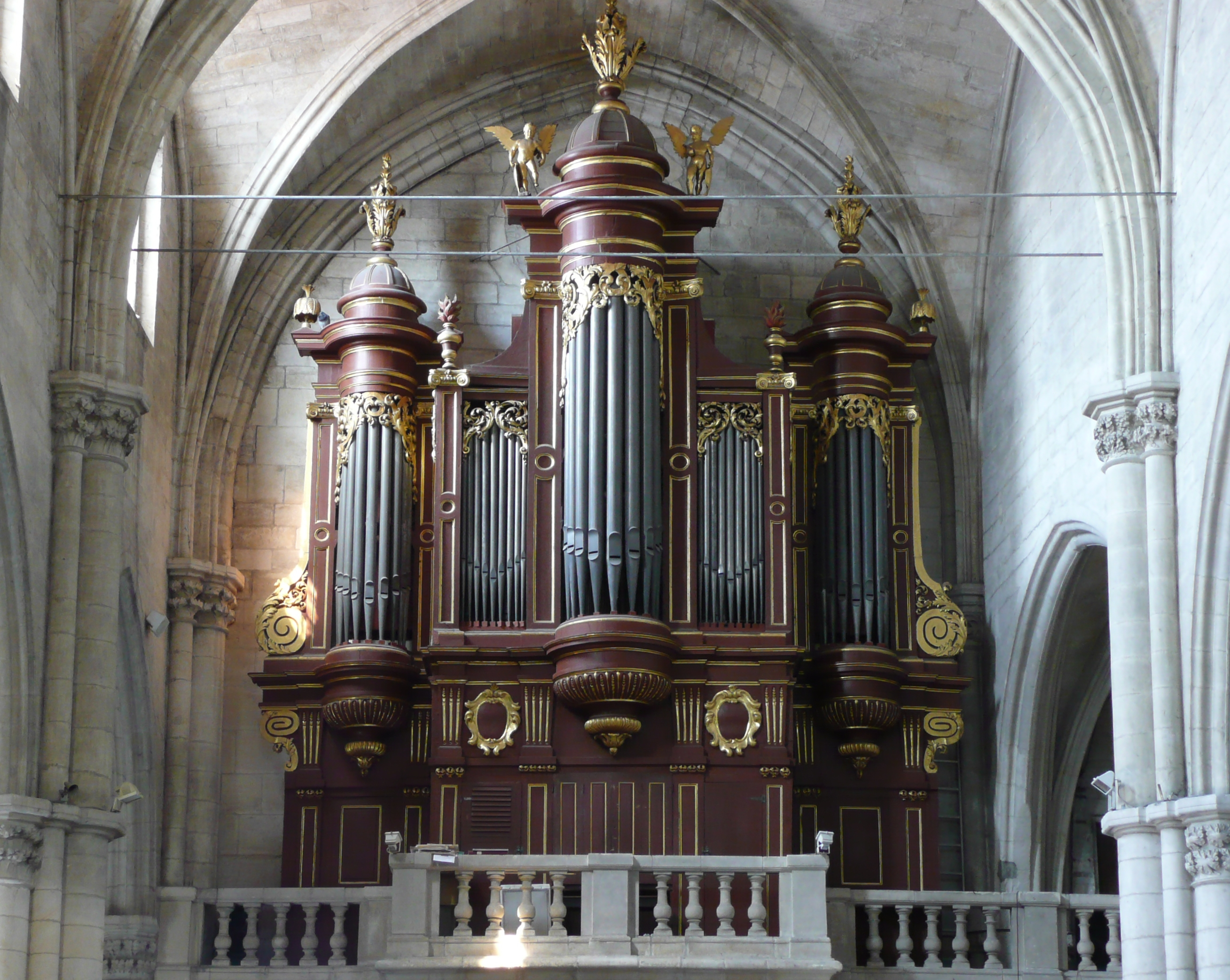
El órgano Boisselin Moitessier

El órgano Boisselin Moitessier de la colegiata real de Santa Marta de Tarascon ha visto sucederse a los mejores fabricantes de órganos provenzales: Marchand, Boisselin, los Isnard, Moitessier.
Su buffet es uno de los mejores bufetes luiscatorcianos de Provenza y el único buffet policromo que se conoce del constructor Charles Boisselin.
Es monumento histórico al título inmueble por destino, por la lista 1840.